# تأثير وايسنبرغ

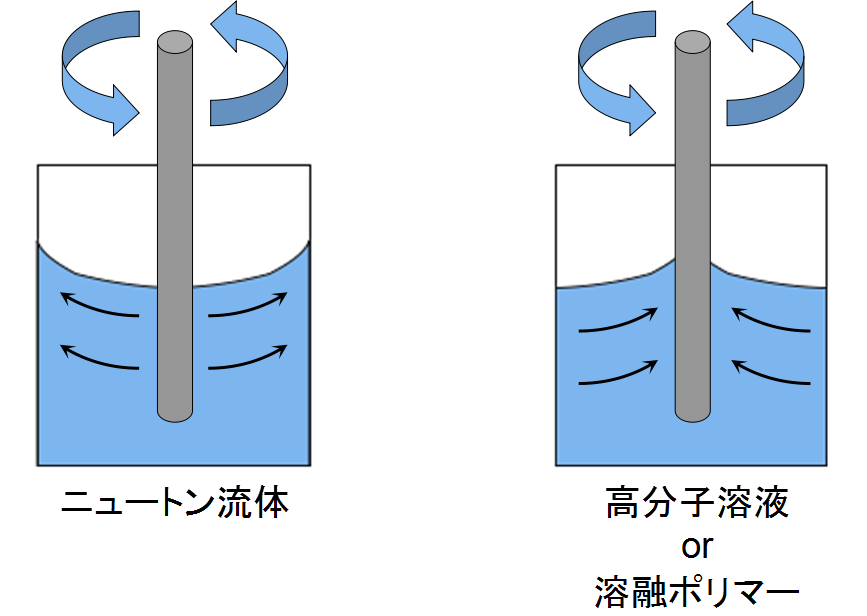

تأثير وايسنبرغ (بالإنجليزية: Weissenberg effect)‏ هو ظاهرة تحدث عندما يتم إدخال عصا تدور حول نفسها في محلول سائل مطاطي. بدل أن يبتعد المحلول عن العصا فإنه ينجذب إلى العصا ويرتفع حولها. هذه نتيجة مباشرة للإجهاد الطبيعي الذي ينتج إجهادا اسطوانيا حول العصا.
سمي التأثير باسم الفيزيائي النمساوي كارل وايسنبرغ.

## وصلات خارجية
- جرد وقياس تأثير وايسنبرغ